# Margarita Jover

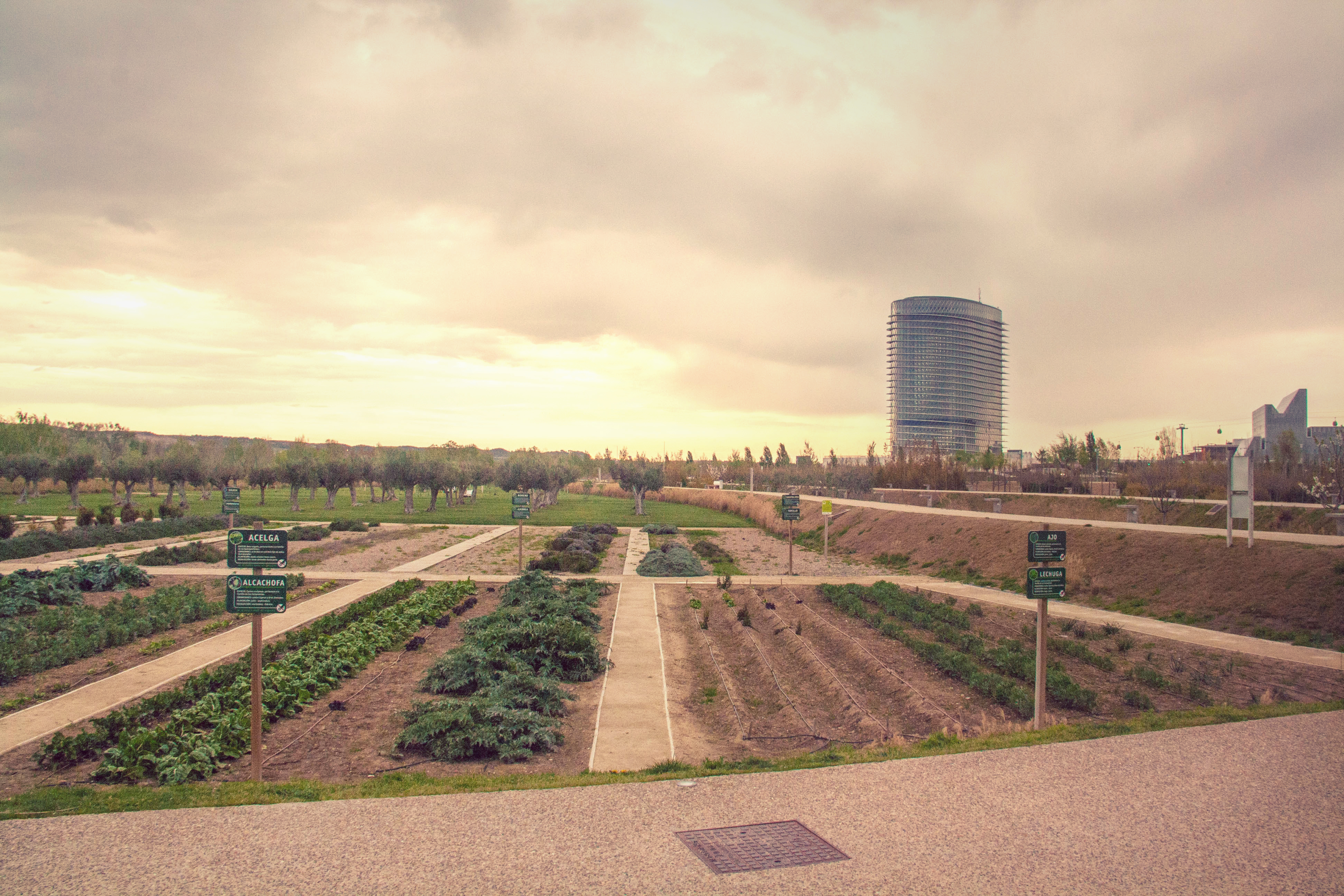
Parque del Agua, Zaragoza

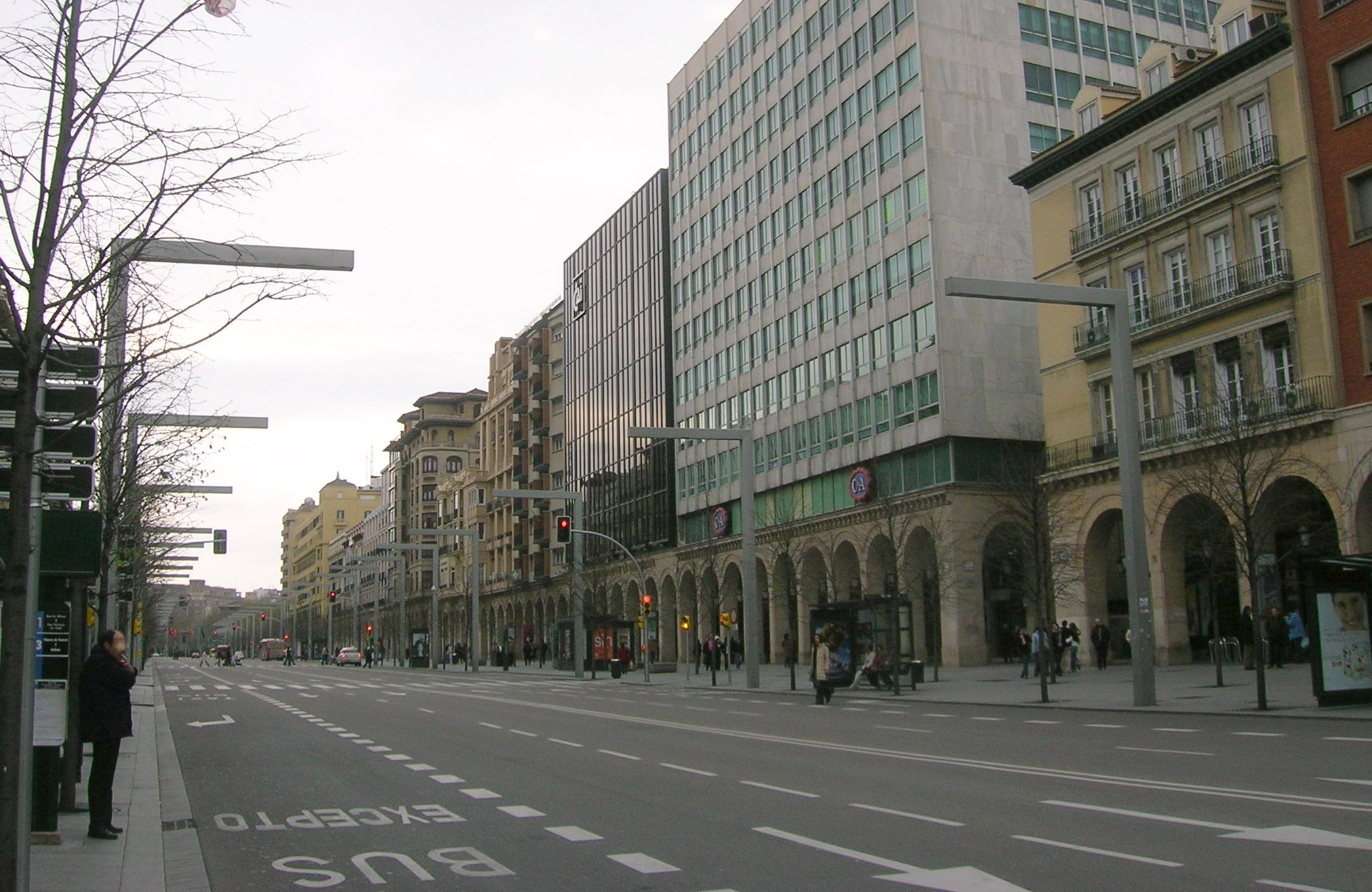
Paseo de la Independencia, Zaragoza

Margarita Jover Biboum (París, 1969) es arquitecta y urbanista española.

## Biografía
Estudió arquitectura en la Escuela Técnica Superior de Arquitectura del Vallès y se especializó en urbanismo. Ha sido profesora de proyectos en la escuela de diseño BAU de Barcelona. También ha sido docente invitada en varias universidades europeas. En la actualidad, colabora con la Universidad de Virginia. También ha dirigido las actividades culturales del Colegio Oficial de Arquitectos de Cataluña.
Especializada en arquitectura pública y paisajismo, ha recibido múltiples premios por sus trabajos de recuperación de espacios.
Comparte el estudio aldayjover con Iñaki Alday, en Barcelona. Sus trabajos como paisajista se fundamentan en la integración y acercamiento al lugar, así como en cuidar mucho el equipamiento urbano. En 2015 ha sido miembro del jurado del Premio Mies Van der Rohe.

## Obras
- Proyecto de recuperación de Ribera del Gállego, en Zuera (2001)
- Paseo de la Independencia, Zaragoza (2002-2004)
- Parque Aranzadi, Pamplona (2008)
- Parque del Agua, en la Expo de Zaragoza (2008)[2]
- Proyecto del tranvía de Zaragoza (2009)
- Proyecto Nueva Diagonal Verde de Barcelona, en colaboración con West 8 y RCR Arquitectes, Concurso Internacional de Ideas

## Premios y reconocimientos
- Finalista de la Bienal Iberoamericana de Arquitectura y Urbanismo (2004)
- Finalista de la X Bienal Española de Arquitectura y Urbanismo (2005 y 2009)
- Finalista de la Bienal Europea de Paisaje Rosa Barba (2008)
- Premio FAD (2008)
- Nominada al Premio Europeo Mies van der Rohe (2009)[3]
- El Parque del Agua fue reconocido como Proyecto modélico por la City París Alliance, Estados Unidos
- Green Good Design Prize (2011), también por el Parque del Agua
- Nominada para el Premio ArcVision (2014)[4]